# 高加力镇区
高加力镇区為緬甸克倫邦高加力縣下辖的一个鎮區，位於克倫邦中南部。東鄰苗瓦迪縣苗瓦迪鎮區，西鄰孟邦毛淡棉縣齋馬勞鎮區，南接賈因色基縣賈因色基鎮區，北臨帕安縣帕安鎮區、萊貝鎮區。2014年人口278,280人，區域面積2,413.5平方公里。該鎮區轄下77個村莊。高加力為該鎮區首府。